# Cerovec pri Šmarju
Cerovec pri Šmarju este o localitate din comuna Šmarje pri Jelšah, Slovenia, cu o populație de 118 locuitori.